# آقامحمدلی، ساعتلی
آقامحمدلی، ساعتلی (به ترکی آذربایجانی: Agamamedli) یک منطقهٔ مسکونی در جمهوری آذربایجان است که در شهرستان ساعتلی واقع شده‌است.